# 235
235是234与236之间的自然数。

## 在數學中
- 合數，正因數有1、5、47和235。
質因數分解為{\displaystyle 5\times 47}。
- 虧數，真因數和為53，虧度為182。
- 不尋常數，大於平方根的質因數為47。
- 第77個半質數。前一個為226、下一個為237。
- 無平方數因數的數。
- 十进制的等數位數。
- 七邊形數
- 第3個司馬仁達齊握冷數：由前3個質數照順序疊成(2、3、5⇒235)
- 第13個中心三角形數
- 幸運數
- 無平方數因數的數
- 3個連續質數和（73+79+83）
- 在八進制是迴文數(235=353(8))

## 在人類文化中
- 新北市中和區的郵遞區號為235

## 在科學中
- 鈾-235被作為小男孩原子彈的原料

## 在其他領域中
- CN-235運輸機， 西班牙生產的中程雙引擎運輸機
- 一個太陰周期會有235個朔望月
- 西元235年和前235年